# Acidente ferroviário de Eschede
O acidente ferroviário de Eschede ocorreu em 3 de junho de 1998, perto da vila de Eschede, no distrito de Celle, Baixa Saxônia, Alemanha, quando um trem de alta velocidade descarrilou e colidiu com uma ponte rodoviária com 101 pessoas mortas e 88 feridas. Continua a ser o pior desastre ferroviário da história da Alemanha reunificada e o pior desastre ferroviário de alta velocidade em todo o mundo. A causa foi uma única rachadura de fadiga em uma das rodas que, quando falhou, fez com que uma parte da roda ficasse presa em um conjunto de pontos, alterando efetivamente a configuração dos pontos enquanto o trem passava sobre ela. Isso levou os carros do trem a descerem dois trilhos separados, fazendo com que o trem descarrilasse e colidisse com os pilares de uma ponte rodoviária de concreto, que então desabou e esmagou dois automóveis. Os carros de passageiros restantes e a locomotiva elétrica de força traseira colidiram com os destroços.

## Cronologia dos eventos

### Quebra da roda
A composição 51 do modelo ICE 1 estava viajando como Expresso ICE 884 "Wilhelm Conrad Röntgen" de Munique para Hamburgo; o trem estava programado para parar em Augsburgo, Nuremberg, Wurzburgo, Fulda, Kassel, Göttingen e Hannover antes de chegar a Hamburgo. Depois de parar em Hanôver às 10h30 UTC+2 (05:30 UTC-3; 08:30 UTC), o trem continuou a viagem para o norte. A cerca de 130 quilômetros (80 milhas) e quarenta minutos de Hamburgo  e seis quilômetros (3,7 milhas) ao sul do centro de Eschede, perto de Celle, o aro de aço em uma roda no terceiro eixo do primeiro carro, fatalmente enfraquecido pela fadiga do metal, partiu-se e se desprendeu da roda, cujo ímpeto o afundou e o lançou para cima, pelo que penetrou no piso do carro, onde permaneceu embutido.

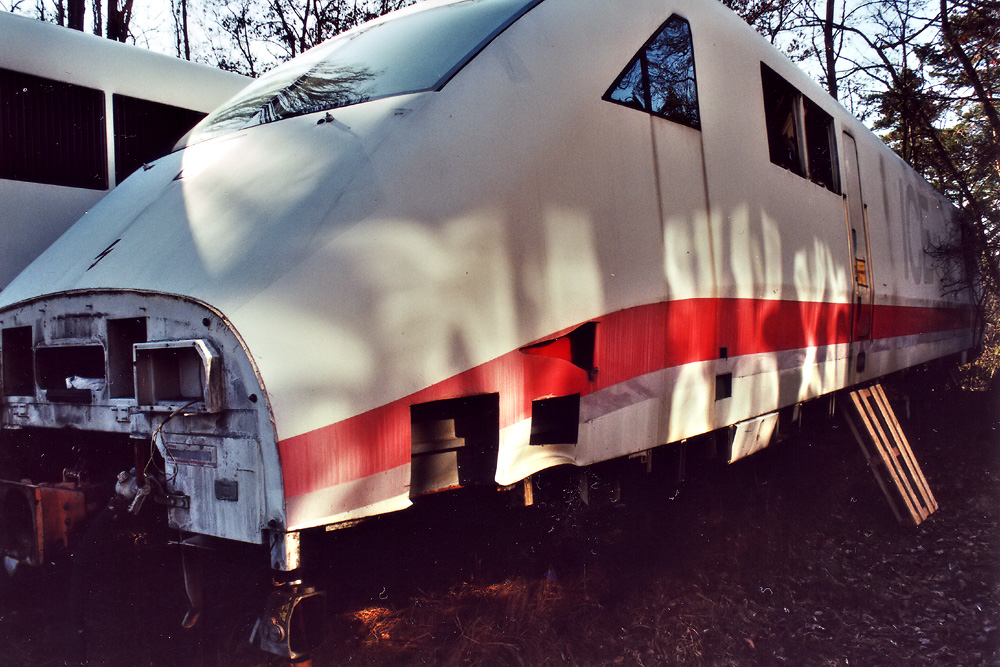
Locomotiva de força traseira 401 551 do trem acidentado

O aro da roda foi visto por Jörg Dittmann, um dos passageiros do primeiro carro. O aro passou por um apoio de braço em seu compartimento, entre onde sua esposa e filho estavam sentados. Dittmann tirou a mulher e o filho do carro danificado e foi informar um condutor no terceiro carro. O condutor, que notou vibrações no trem, disse a Dittmann que a política da empresa exigia que ele investigasse as circunstâncias antes de puxar o freio de emergência. O condutor levou um minuto para chegar ao local que fica em uma das cabines do primeiro carro. De acordo com o passageiro, o trem começou a balançar de um lado para o outro a essa altura. O condutor não demonstrou vontade de parar o trem imediatamente naquele ponto e desejou investigar o incidente mais detalhadamente. Dittmann não conseguiu encontrar um freio de emergência no corredor e não percebeu que havia uma alavanca de freio de emergência em seu próprio compartimento. O acidente ocorreu no momento em que Dittmann estava prestes a mostrar o furo do apoio da poltrona ao condutor.

### Descarrilamento
Quando o trem passou pelo primeiro dos dois pontos, o aro embutido bateu contra o trilho-guia do AMV, puxando-o dos dormentes da ferrovia. Este contra-trilho também penetrou no piso do carro, ficando embutido no veículo e levantando o truque dos trilhos. Às 10:59 hora local (05:59 UTC-3; 08:59 UTC), uma das rodas agora descarriladas atingiu a alavanca de pontos do segundo interruptor, alterando sua configuração. Os eixos traseiros do terceiro carro foram colocados em uma pista paralela, e o carro inteiro foi jogado lateralmente nos pilares que suportam um viaduto de 300 toneladas (300 toneladas de comprimento; 330 toneladas curtas), destruindo-os.
O quarto carro, igualmente descarrilado pelo violento desvio do terceiro e ainda viajando a 200 quilômetros por hora (125 mph), passou intacto sob a ponte e rolou no aterro imediatamente atrás dela, atingindo várias árvores antes de parar. Dois trabalhadores ferroviários da Deutsche Bahn que trabalhavam perto da ponte morreram instantaneamente quando o carro descarrilado os esmagou. A quebra dos engates dos carros fez com que os freios de emergência automáticos fossem acionados e os três primeiros carros, praticamente não danificados, parassem.

### Colapso da ponte
A locomotiva de força dianteira e os dois primeiros carros passaram pela ponte. O terceiro carro atingiu a ponte, que começou a desmoronar, mas passou pela ponte. O quarto carro passou pela ponte, afastou-se dos trilhos para um aterro e atingiu um grupo de árvores antes de parar. Os pedaços da ponte esmagaram a metade traseira do quinto carro. O carro-restaurante, de seis anos, foi esmagado a uma altura de 15 centímetros. Com os trilhos agora completamente obstruídos pela ponte desmoronada, os carros restantes se chocaram contra os escombros em um padrão de ziguezague: o sétimo carro, o carro de serviço, os três carros de primeira classe numerados de 10 a 12 e a locomotiva de força traseira descarrilou e bateu na pilha de concreto.  A bagunça resultante foi comparada a uma régua dobrável parcialmente desmoronada. Um automóvel também foi encontrado nos destroços. Pertenceu aos dois técnicos ferroviários e provavelmente estava estacionado na ponte antes do acidente.

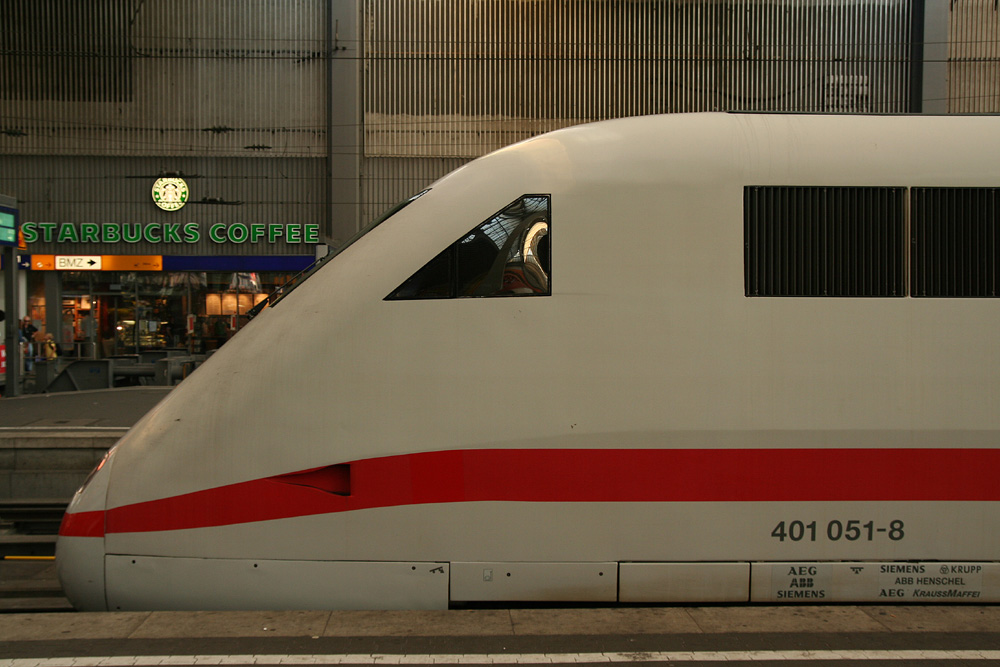
Locomotiva elétrica de força dianteira 401 051 em Munique em agosto de 2007. O trem parcialmente descarrilado continuou a percorrer a via até parar a uma curta distância após a estação ferroviária de Eschede. Tendo sofrido apenas pequenos danos, foi reparada e devolvida ao serviço.

Separado do resto dos demais carros, a locomotiva de força dianteira deslocou-se por mais três quilômetros (duas milhas) até parar depois de passar pela estação ferroviária de Eschede.
O acidente produziu um som que testemunhas mais tarde descreveram como "surpreendente", "horrivelmente alto" e "como um acidente de avião". Os moradores próximos, alertados pelo som, foram os primeiros a chegar ao local. Erika Karl, a primeira testemunha a entrar no local do acidente, fotografou o local do desastre, que aconteceu perto de sua casa. Karl disse que, ao ouvir o barulho, seu marido acreditou inicialmente que o acidente foi um acidente de avião. Após o acidente, oito dos carros do trem expresso ocuparam uma área ligeiramente maior que o comprimento de um único carro.
Às 11h02 (06:02 UTC-3; 09:02 UTC), a polícia local declarou emergência; às 11:07 (06:07 UTC-3; 09:07 UTC), como a magnitude do desastre rapidamente se tornou aparente, este foi elevado a "grande emergência"; e às 12h30 o governo do distrito de Celle declarou uma "emergência catastrófica" (estado de emergência civil). Mais de 1.000 equipes de resgate de serviços de emergência regionais, bombeiros, serviços de resgate, polícia e exército foram enviados. Cerca de 37 médicos de emergência, que estavam participando de uma conferência profissional nas proximidades de Hanover, também prestaram assistência durante as primeiras horas do esforço de resgate, assim como unidades das Forças Britânicas da Alemanha.
Enquanto o maquinista e muitos passageiros na parte da frente do trem sobreviveram com ferimentos leves a moderados, havia muito poucos sobreviventes nos carros traseiros, que colidiram com a pilha de concreto da ponte a uma velocidade de 200 km/h (120 mph). Incluindo os dois trabalhadores ferroviários que estavam debaixo da ponte, 101 pessoas morreram. O ICE 787 havia passado por baixo da ponte indo na direção oposta (de Hamburgo a Hanover) apenas dois minutos antes.
Às 13h45 (08:45 UTC-3; 11:45 UTC), as autoridades deram tratamento de emergência a 87 pessoas. 27 dos passageiros feridos gravemente foram transportados de avião para hospitais.

## Investigação e causas
Restos de um VW Golf Variant, pertencente aos dois trabalhadores ferroviários mortos no acidente, foram encontrados sob os escombros do ICE acidentado. A mídia especulou pela primeira vez que o trem havia descarrilado após uma colisão com o automóvel, uma circunstância que fez com que um trem se tornasse um canivete no acidente ferroviário de Ufton Nervet seis anos depois; esta teoria foi rapidamente descartada, no entanto, como a locomotiva elétrica de força dianteira não sofreu nenhum dano, ela continuou em movimento até passar pela próxima estação.

### Projeto da roda
Os trens ICE 1 foram originalmente equipados com rodas de aço de uma só peça, conhecidas como rodas monobloco. Uma vez em serviço, logo ficou claro que esse projeto poderia, como resultado da fadiga do metal e condições fora do ar, resultar em ressonância e vibração em velocidade de cruzeiro. Os passageiros notaram isso particularmente no carro-restaurante, onde houve relatos de vibrações altas na louça e de copos "rastejando" pelas mesas.
Os gerentes da Deutsche Bahn experimentaram essas fortes vibrações em uma viagem e pediram para resolver o problema. Em resposta, os engenheiros decidiram que, para resolver o problema, as rodas dos carros do expresso ICE poderia ser melhorada com o uso de um anel de amortecimento de borracha entre o aro de aço em contato com o trilho e o corpo da roda de aço. Um projeto semelhante foi empregado com sucesso em bondes em todo o mundo (conhecidos como rodas resilientes), em velocidades significativamente mais baixas. Esse tipo de roda, apelidado de design de "pneu de roda", consistia em um corpo de roda cercado por um amortecedor de borracha de 20 milímetros (0,79 pol) de espessura e, em seguida, um pneu de metal relativamente fino. O novo design não foi testado em alta velocidade na Alemanha antes de se tornar operacional, mas foi bem-sucedido em resolver o problema de vibração em velocidades de cruzeiro. A experiência de uma década em alta velocidade adquirida por fabricantes de trens e empresas ferroviárias em outros países europeus e no Japão não foi considerada.
Na época, não existiam instalações na Alemanha que pudessem testar o limite real de falha das rodas e, portanto, protótipos completos nunca foram testados fisicamente. O projeto e a especificação se basearam muito nos dados e na teoria dos materiais disponíveis. Os poucos testes laboratoriais e ferroviários que foram realizados não mediram o comportamento das rodas com condições de desgaste prolongado ou velocidades maiores do que o normal de cruzeiro. No entanto, ao longo dos anos, as rodas mostraram-se aparentemente confiáveis e, até o acidente, não causaram grandes problemas.
Em julho de 1997, quase um ano antes do desastre, a Üstra, empresa que opera a rede de bondes de Hanover, descobriu rachaduras de fadiga em rodas de bloco duplo (duas peças de aço) em bondes que circulavam a cerca de 24 km/h (15 mph). Começou a trocar as rodas antes que as rachaduras de fadiga pudessem se desenvolver, muito antes do que era legalmente exigido pela especificação. A empresa de bondes relatou suas descobertas em um aviso a todos os outros usuários de rodas construídas com projetos semelhantes, incluindo a Deutsche Bahn, no final de 1997. De acordo com a operadora dos bondes, a Deutsche Bahn respondeu afirmando que não havia notado problemas em seus trens.
O Instituto Fraunhofer para Durabilidade Estrutural e Confiabilidade do Sistema (LBF) em Darmstadt foi encarregado de determinar a causa do acidente. Foi revelado mais tarde que o instituto havia informado a administração da DB já em 1992 sobre suas preocupações sobre possíveis falhas nos pneus das rodas.
Logo ficou claro que as forças dinâmicas repetitivas não haviam sido consideradas na modelagem estatística de falhas feita durante a fase de projeto, e o projeto resultante carecia de uma margem de segurança adequada. Os seguintes fatores, negligenciados durante o projeto, foram observados:
- 1 - Os pneus foram achatados em uma elipse à medida que a roda girava em cada revolução (aproximadamente 500.000 vezes durante um dia típico de serviço em um trem ICE), com efeitos de fadiga correspondentes;
- 2 - Em contraste com o design da roda monobloco, rachaduras também podem se formar no interior do pneu;
- 3 - À medida que o pneu se tornava mais fino devido ao desgaste, as forças dinâmicas eram exageradas, resultando no crescimento de trincas;
- 4 - Pontos planos e sulcos ou inchaços no pneu aumentaram drasticamente as forças dinâmicas na montagem e aceleraram muito o desgaste.

### Falha ao parar o trem
Não conseguir parar o trem resultou em uma série de eventos catastróficos. Se o trem tivesse parado imediatamente após a desintegração da roda, é improvável que os eventos subsequentes tivessem ocorrido.
Um tempo valioso foi perdido quando o gerente do trem se recusou a parar a composição até que ele mesmo investigasse o problema, dizendo que essa era a política da empresa. Esta decisão foi mantida em tribunal, absolvendo o gerente do trem de todas as acusações. Dado que ele era um funcionário de atendimento ao cliente e não um mantenedor ou engenheiro ferroviário, ele não tinha mais autoridade para fazer um julgamento de engenharia sobre parar ou não o trem do que qualquer passageiro.

### Manutenção
Na época do desastre, os técnicos da oficina de manutenção da Deutsche Bahn em Munique usavam apenas lanternas padrão para inspeção visual das rodas, em vez de equipamentos de detecção de fadiga de metal. Anteriormente, máquinas de teste avançadas eram usadas; como o equipamento gerava muitas mensagens de erro falso positivo, no entanto, foi considerado não confiável e seu uso foi descontinuado. Durante a semana anterior ao desastre de Eschede, três verificações automatizadas separadas indicaram que uma roda estava com defeito. Os investigadores descobriram, a partir de um relatório de manutenção gerado pelo computador de bordo do trem, que dois meses antes do desastre de Eschede, condutores e outros funcionários do trem apresentaram oito reclamações separadas sobre os ruídos e vibrações gerados pelo truque com a roda defeituosa; a empresa não trocou a roda. A Deutsche Bahn disse que as inspeções foram adequadas na época e que os engenheiros não poderiam prever a fratura da roda.

### Outros fatores
O desenho da ponte também pode ter contribuído para o acidente porque tinha dois pilares finos sustentando a ponte de cada lado, em vez de os vãos passarem de pilares sólidos para pilares sólidos. O desastre ferroviário de Granville de 1977 teve uma fraqueza semelhante em sua ponte. A ponte construída após o desastre é um projeto em balanço e não possui essa vulnerabilidade.
Outro fator que contribuiu para a taxa de acidentes foi o uso de soldas nas carrocerias do carro que "descompactaram" durante o acidente.
Em resumo, embora a roda resiliente desintegrada tenha sido a causa raiz do acidente, o dano foi tão grave quanto devido a vários fatores, incluindo a proximidade da ponte e do ponto de inversão, bem como a posição da roda no primeiro carro perto da frente do trem, levando a um grande número de carros descarrilando.

## Consequências

### Processo legal e indenização
Imediatamente após o acidente, a Deutsche Bahn pagou 30.000 marcos alemães (cerca de 19.000 dólares estadunidenses) para cada fatalidade às famílias aplicáveis. Mais tarde, a Deutsche Bahn estabeleceu-se com algumas vítimas. A companhia ferroviária do país europeu afirmou que pagou o equivalente a mais de 30 milhões de dólares americanos às famílias das vítimas e sobreviventes.
Em agosto de 2002, dois funcionários da Deutsche Bahn e um engenheiro foram acusados de homicídio culposo. O julgamento durou 53 dias com testemunhas especializadas de todo o mundo testemunhando.
O caso terminou com uma delação premiada em abril de 2003. De acordo com o código de processo penal alemão, se o réu não for considerado culpado substancial e se o procurador do Estado e o réu concordarem, o réu poderá pagar uma multa e o os processos criminais são julgados improcedentes e sem veredicto. Cada engenheiro pagou 10.000 euros (cerca de 12.000 USD).

### Técnicas

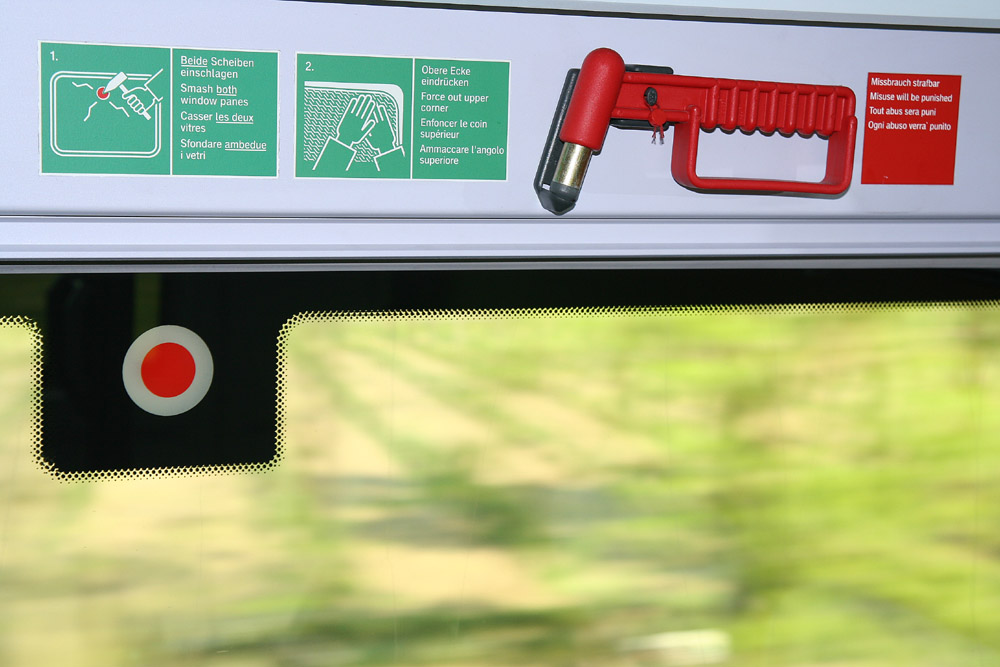
Janela de trem ICE 1 com ponto de ruptura predeterminado e martelo de emergência

Dentro de semanas, todas as rodas de design semelhante foram substituídas por rodas monobloco. Toda a rede ferroviária alemã foi verificada quanto a arranjos semelhantes de interruptores próximos a possíveis obstáculos.
Equipes de resgate no local do acidente enfrentaram dificuldades consideráveis em abrir caminho pelo trem para obter acesso às vítimas. Tanto a estrutura de alumínio quanto as janelas à prova de pressão ofereceram uma resistência inesperada ao equipamento de resgate. Como resultado, todos os trens foram reformados com janelas que quebram as costuras.

## Memorial
Udo Bauch, um dos sobreviventes que ficou incapacitado pelo acidente, construiu seu próprio memorial com seu próprio dinheiro. Bauch disse que a capela recebia de 5.000 a 6.000 visitantes por ano. Um ano após a construção do memorial de Bauch, foi estabelecido um memorial oficial, financiado em parte pela Deutsche Bahn.

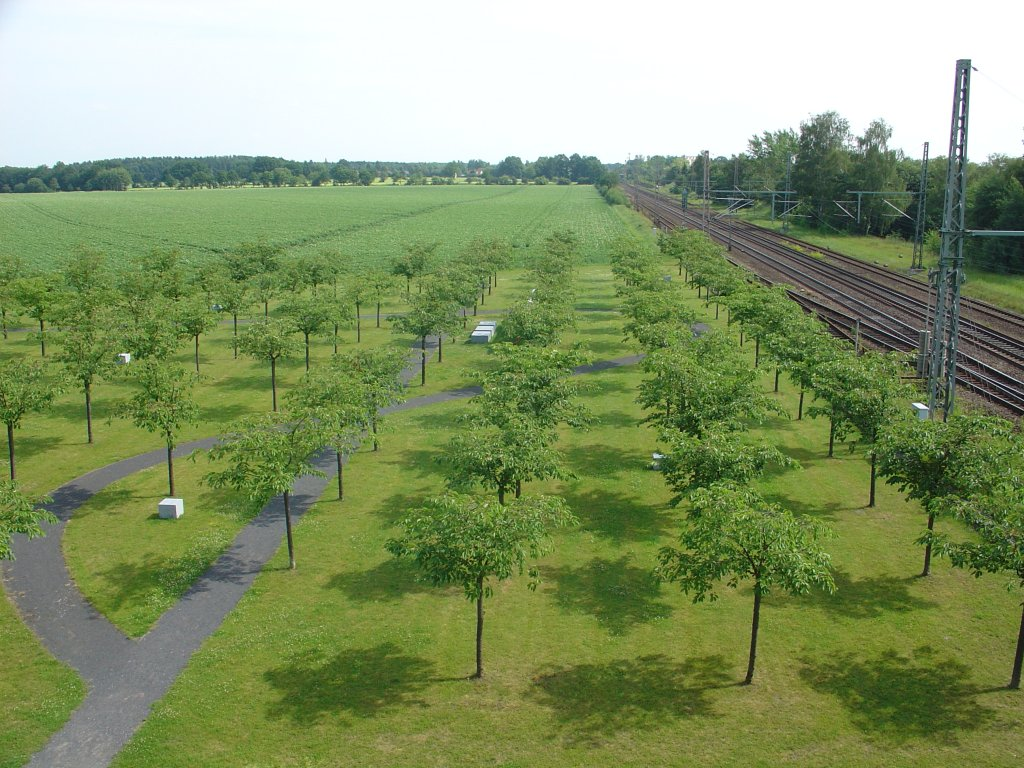
Memorial oficial ao lado da ponte, com a linha férrea ao fundo.

O memorial oficial foi inaugurado em 11 de maio de 2001 na presença de 400 parentes, bem como de muitos dignitários, socorristas e cidadãos de Eschede. O memorial consiste em 101 cerejeiras selvagens, cada uma representando uma fatalidade. As árvores foram plantadas ao longo dos trilhos perto da ponte e com o interruptor na frente. Do campo, uma escada leva até a rua e um portão; do outro lado da rua, uma série de escadas levava a lugar nenhum. Há uma inscrição na lateral do portão de pedra e uma inscrição em uma parede memorial que também lista os nomes das vítimas fatais colocadas no centro das árvores.

## Reconstituição

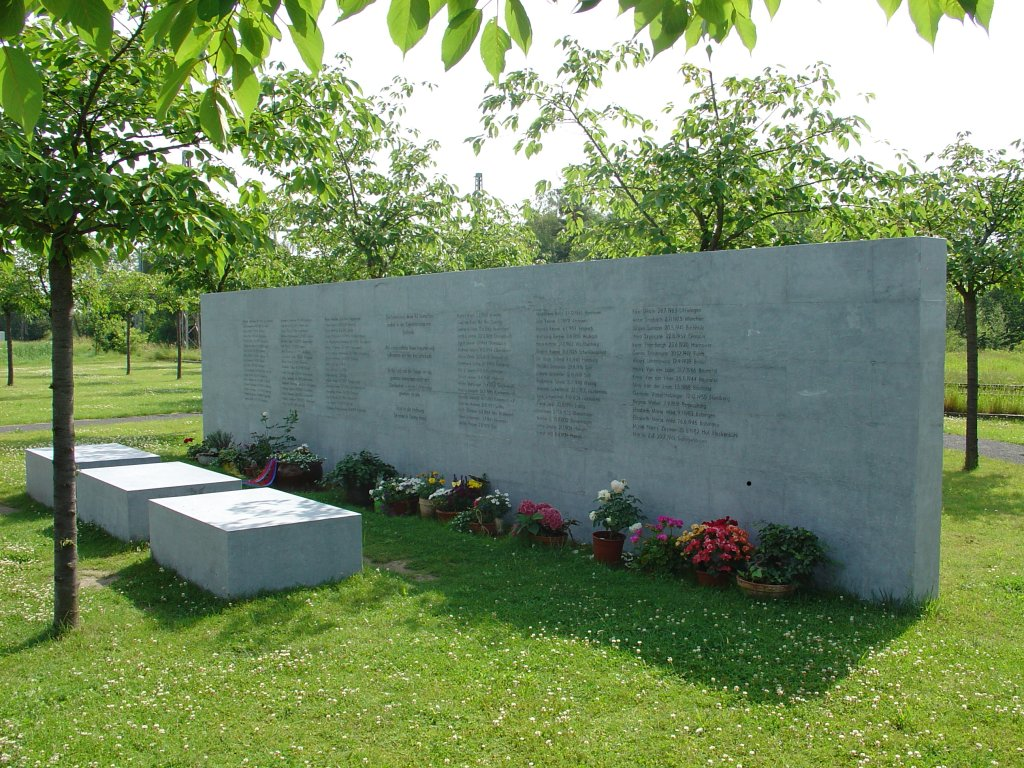
Memorial com os nomes das vítimas.

O descarrilamento e acidente ferroviário de Eschede, bem como a investigação sobre o desastre por meio de computação gráfica, foi destaque no quinto episódio da primeira temporada da série de documentários da National Geographic Seconds from Disaster ("Segundos Fatais"), intitulada "Derailment at Eschede" ("Caminhos da Morte" no Brasil), que foi filmada no Ecclesbourne Valley Railway em Derbyshire, Reino Unido.

## Acidente ferroviário de 1897

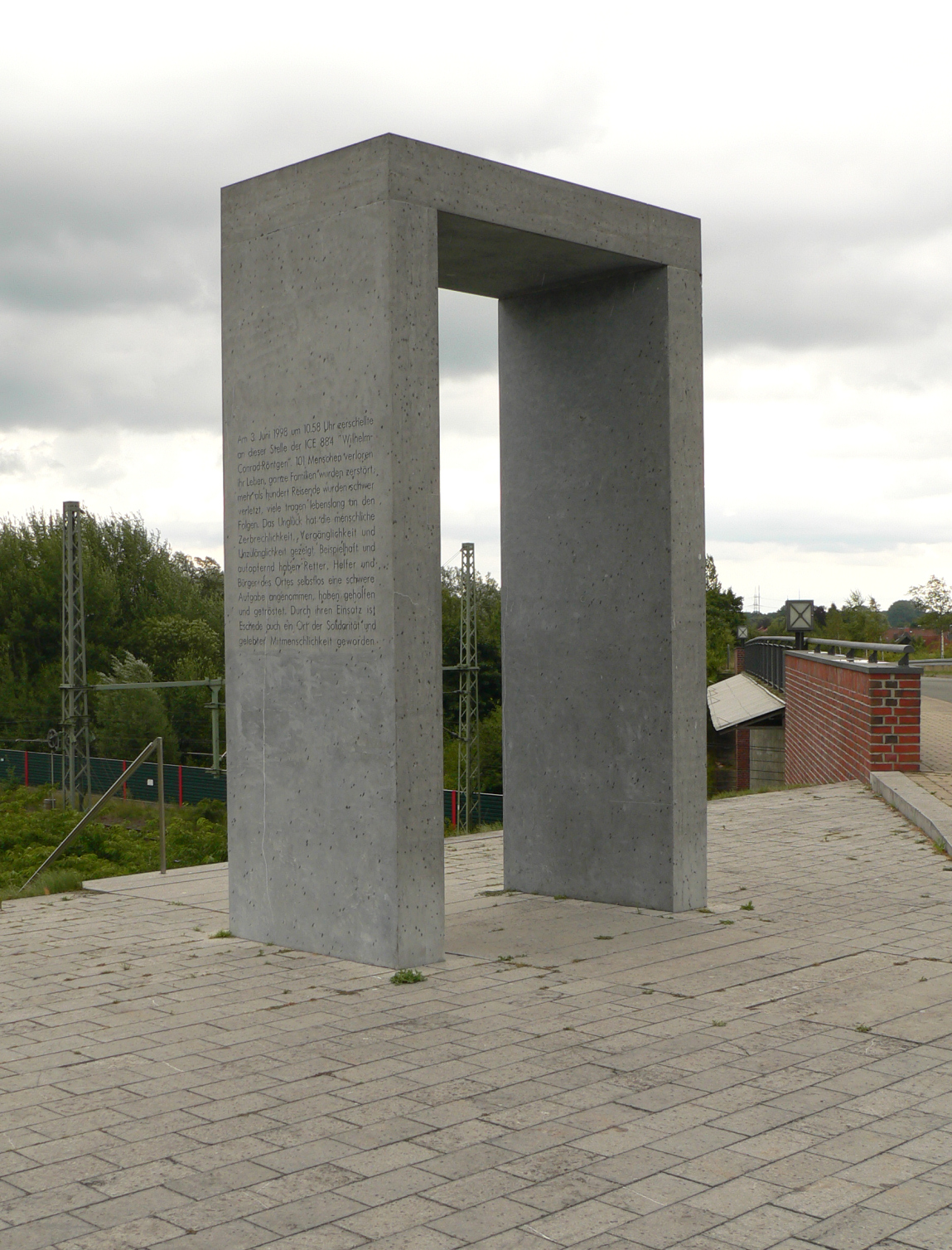
Outra vista do memorial para o acidente

Cem anos antes, em 14 de agosto de 1897, ocorreu um acidente fatal de trem em Eschede; o trem expresso de Frankfurt para Hamburgo descarrilou causando três mortes e nove ferimentos graves.